# ウィリアム・H・レイノルズ
ウィリアム・ヘンリー・レイノルズ（William Henry Reynolds, 1910年6月14日 - 1997年7月16日）は、アメリカ合衆国の編集技師である。『サウンド・オブ・ミュージック』、『ゴッドファーザー』、『スティング』、『愛と喝采の日々』、『イシュタール』、『天国の門』などへ参加した。

## 来歴
ニューヨーク州エルマイラで生まれる。1934年に20世紀フォックスでキャリアを始める。編集技師のロバート・シンプソンの弟子となると1936年にパラマウント映画に移って彼のアシスタントとなる。その翌年にミュージカル映画『52nd Street』で編集デビューする。1942年に20世紀フォックスに戻り、以後28年間同社で働く。ロバート・ワイズ監督の『地球の静止する日』、『サウンド・オブ・ミュージック』、ジョシュア・ローガン監督の『バス停留所』などを手がけた。
アカデミー編集賞には7度ノミネートされ、『サウンド・オブ・ミュージック』と『スティング』で受賞を果たした。また1991年にはアメリカ映画編集者協会から生涯功労賞が贈られた。
1997年にカリフォルニア州サウスパサデナで癌のため亡くなった。

## 受賞とノミネート
| 賞           | 年     | 部門   | 作品                             | 結果       |
| ------------ | ------ | ------ | -------------------------------- | ---------- |
| アカデミー賞 | 1961年 | 編集賞 | 『ファニー』                     | ノミネート |
| アカデミー賞 | 1965年 | 編集賞 | 『サウンド・オブ・ミュージック』 | 受賞       |
| アカデミー賞 | 1966年 | 編集賞 | 『砲艦サンパブロ』               | ノミネート |
| アカデミー賞 | 1969年 | 編集賞 | 『ハロー・ドーリー!』            | ノミネート |
| アカデミー賞 | 1972年 | 編集賞 | 『ゴッドファーザー』             | ノミネート |
| アカデミー賞 | 1973年 | 編集賞 | 『スティング』                   | 受賞       |
| アカデミー賞 | 1977年 | 編集賞 | 『愛と喝采の日々』               | ノミネート |